# Rhaesteria
Rhaesteria là một chi thực vật có hoa trong họ, Orchidaceae.